# Lucia Žitňanská
Lucia Žitňanská (ur. 3 czerwca 1964 w Bratysławie) – słowacka prawniczka, polityk i nauczyciel akademicki, w 2006, w latach 2010–2012 i 2016–2018 minister sprawiedliwości, w 2006 i od 2016 do 2018 również wicepremier.

## Życiorys
W latach 1983–1987 studiowała prawo na Wydziale Prawa Uniwersytetu Komeńskiego w Bratysławie. W latach 90. odbyła studia doktoranckie na macierzystym wydziale. W 2001 uzyskała habilitację na podstawie pracy poświęconej dostosowywaniu prawa słowackiego do standardów unijnych.
W 1992 podjęła pracę w katedrze prawa handlowego, gospodarczego i finansowego Wydziału Prawa Uniwersytetu Komeńskiego (od 2002 jako docent). Od 1990 do końca lat 90. związana z Urzędem Antymonopolowym Słowacji. W 2002 została wpisana do rejestru adwokatów Słowackiej Izby Adwokackiej.
W latach 2002–2006 z nominacji KDH sprawowała funkcję sekretarza stanu w resorcie sprawiedliwości. Od lutego do czerwca 2006 pełniła urząd wicepremiera i ministra sprawiedliwości Słowacji. W wyborach 2006, 2010 i 2012 uzyskiwała mandat posłanki do Rady Narodowej z ramienia SDKÚ-DS. 9 lipca 2010 objęła funkcję ministra sprawiedliwości w rządzie Ivety Radičovej, którą pełniła do 4 kwietnia 2012.
W 2013 wystąpiła z SDKÚ-DS, a w 2014 dołączyła do Most-Híd. W 2016 ponownie wybrana na posłankę. 23 marca 2016 po raz trzeci została ministrem sprawiedliwości – objęła ten urząd w koalicyjnym rządzie Roberta Ficy. Jednocześnie została nominowana na funkcję wicepremiera. Zakończyła urzędowanie 22 marca 2018.
Zamężna, ma troje dzieci.